# Jason Latour
Jason Latour (né le 29 septembre 1977 à Charlotte) est un auteur de bande dessinée américain qui travaille pour l'industrie du comic book. Après quelques travaux sporadiques pour Image Comics au milieu des années 2000, il devient un auteur régulier de Marvel Comics à partir de 2010, tout en créant également pour Image et Vertigo. Latour a la particularité de travailler comme dessinateur ou comme scénariste selon ses séries.

## Prix
- 2015 : Prix Harvey de la meilleure nouvelle série pour Southern Bastards (avec Jason Aaron)
  - Prix du comic book de la National Cartoonists Society pour Southern Bastard
- 2016 : Prix Eisner de la meilleure série pour Southern Bastards (avec Jason Aaron)